# 天気の子 complete version
『天気の子 complete version』（てんきのこ コンプリート・バージョン）は、2019年11月27日に発売されたRADWIMPSのサウンドトラック。発売元はEMI Records。

## 背景とリリース
7月19日に発売されたオリジナル版には、すべての主題歌が「Movie edit」（劇中で使用されている版）として収録されているが、『complete version』にはその主題歌がすべてフルサイズで収録されている。さらに完全生産限定ボックスには主題歌『愛にできることはまだあるかい』の英語歌唱版（「Is there still anything that love can do? (English Version)」）に加え、新海誠監督が新たに編集した映画『天気の子』の映像を使用した「グランドエスケープ feat.三浦透子」のミュージック・ビデオが収録されたほか、RADWIMPSの撮り下ろしカットと映画の場面カットで構成されるアートフォトブックが付属した。
なお、『complete version』にはオリジナル版の楽曲は収録されていない。
2021年11月発売のオリジナルアルバム『FOREVER DAZE』に「グランドエスケープ」のRADWIMPS単独バージョンが収録される。
また発売当日には、2016年にリリースされ即完売となった『君の名は。』の初回限定盤も完全生産限定で再発売された。

## ミュージック・ビデオ
グランドエスケープ feat.三浦透子
監督：新海誠
新海誠監督が映画『天気の子』の本編映像を編集し、新たに製作されたもので、監督が新たに書き下ろしたカットも使用された。
「#1000年に一度の今日」という告知のみで2019年10月26日21時にYouTubeプレミア公開が実施され、同時接続10万人を記録した。1度きりの公開で、プレミア公開後は非公開となった。
大丈夫
監督：池田一真
自然界の摂理や人の営みを通して、楽曲の世界観が繊細に描写されている。撮影地は霧ヶ峰高原。2019年11月4日にYouTubeで公開された。
愛にできることはまだあるかい

## 収録内容

### 完全生産限定BOX
| 全作詞・作曲: 野田洋次郎、全編曲: RADWIMPS、オーケストレーション協力: 徳澤青弦。 |                                                                                 |            |            |      |
| #                                                                                | タイトル                                                                        | 作詞       | 作曲・編曲 | 時間 |
| 1.                                                                               | 「風たちの声」                                                                  | 野田洋次郎 | 野田洋次郎 | 4:13 |
| 2.                                                                               | 「祝祭 feat.三浦透子」                                                          | 野田洋次郎 | 野田洋次郎 | 4:34 |
| 3.                                                                               | 「グランドエスケープ feat.三浦透子」                                            | 野田洋次郎 | 野田洋次郎 | 5:39 |
| 4.                                                                               | 「大丈夫」                                                                      | 野田洋次郎 | 野田洋次郎 | 5:35 |
| 5.                                                                               | 「愛にできることはまだあるかい」                                                | 野田洋次郎 | 野田洋次郎 | 7:00 |
| 6.                                                                               | 「Is there still anything that love can do? (English Version)」(訳詞: Matt Cab) | 野田洋次郎 | 野田洋次郎 | 6:54 |
| 合計時間:                                                                        | 合計時間:                                                                       | 33:56      |            |      |

| #         | タイトル                                         | 作詞  | 作曲・編曲 | 時間 |
| --------- | ------------------------------------------------ | ----- | ---------- | ---- |
| 1.        | 「グランドエスケープ feat.三浦透子 Music Video」 |       |            | 5:43 |
| 2.        | 「大丈夫 Music Video」                           |       |            | 5:38 |
| 3.        | 「愛にできることはまだあるかい Music Video」     |       |            | 7:32 |
| 合計時間: | 合計時間:                                        | 18:53 |            |      |

### 通常盤
| 全作詞・作曲: 野田洋次郎、全編曲: RADWIMPS、オーケストレーション協力: 徳澤青弦。 |                                      |            |            |      |
| #                                                                                | タイトル                             | 作詞       | 作曲・編曲 | 時間 |
| 1.                                                                               | 「風たちの声」                       | 野田洋次郎 | 野田洋次郎 | 4:13 |
| 2.                                                                               | 「祝祭 feat.三浦透子」               | 野田洋次郎 | 野田洋次郎 | 4:34 |
| 3.                                                                               | 「グランドエスケープ feat.三浦透子」 | 野田洋次郎 | 野田洋次郎 | 5:39 |
| 4.                                                                               | 「大丈夫」                           | 野田洋次郎 | 野田洋次郎 | 5:35 |
| 5.                                                                               | 「愛にできることはまだあるかい」     | 野田洋次郎 | 野田洋次郎 | 6:54 |
| 合計時間:                                                                        | 合計時間:                            | 26:56      |            |      |

## テレビ出演
| 番組名                                | 日付           | 放送局 | 演奏曲                                                                      |
| ------------------------------------- | -------------- | ------ | --------------------------------------------------------------------------- |
| 「天気の子」と僕ら～RADWIMPS×新海誠～ | 2019年11月4日  | NHK    | 祝祭 feat.三浦透子                                                          |
| 「天気の子」と僕ら～RADWIMPS×新海誠～ | 2019年11月4日  | NHK    | 愛にできることはまだあるかい                                                |
| 「天気の子」と僕ら～RADWIMPS×新海誠～ | 2019年11月4日  | NHK    | グランドエスケープ feat.三浦透子                                            |
| 「天気の子」と僕ら～RADWIMPS×新海誠～ | 2019年11月4日  | NHK    | 大丈夫                                                                      |
| 第70回NHK紅白歌合戦                   | 2019年12月31日 | NHK    | 天気の子スペシャルメドレー (「グランドエスケープ feat.三浦透子」「大丈夫」) |

## クレジット

### RADWIMPS
野田洋次郎 - Vo, Gt, Pf, Program
桑原 彰 - Gt, Program
武田祐介 - Ba, Program

### 参加ミュージシャン
Drum Support: 森 瑞希
Featuring Vocal: 三浦透子
Piano: 紺野紗衣
Trumpet & Flugelhorn: 川上鉄平
Euphonium: 権藤知彦
Trombone: 滝本尚史
Tuba: 木村仁哉
Flute, Recorder & Tin Whistle: 高桑英世
Marimba & Orchestral Percussion: 萓谷亮一
Harp: 堀米 綾
Violin: 藤堂昌彦・漆原直美・押鐘貴之・石亀協子・川口静華・中島知恵・亀田夏絵・芹田 碧・亀井友莉・中島優紀・執行恒宏・伊能 修・高橋 暁・石橋尚子・柳原有弥・森本安弘・白澤美佳・城元絢花
Viola: 生野正樹・細川亜維子・三木章子・二木美里・三品芽生・西村知佳子・梶谷裕子
Violoncello: 德澤青弦・森田香織・西方正輝・結城貴弘
Contrabass: 田辺和宏・玉木寿美・小谷和秀・赤池光治
Musicians Coordinate: 関谷典子 (FACE MUSIC)

### レコーディング
Recording & Mixing Engineer: 菅井正剛
Orchestration Support: 徳澤青弦
Director: 山口一樹
Mastering Engineer: Bob Ludwig (Gateway Mastering Studio)

### アートワーク
Art Director & Designer: 須山悠里
Designer: 島田耕希・小島沙織
Photographer: 濱田祐史
Fashion Coordinator: 戸村直広
Stylist: 髙田勇人
Artwork: 山縣良和
Hair & Make up: 根本亜沙美
Lightingman: 奥村智範
Production Designer: 大草桃子・伊豆尚晃・今田早紀・出川慶亮・松本加奈
Production: 磯山進伍